# Jeff Monson
 (février 2013).
Si vous disposez d'ouvrages ou d'articles de référence ou si vous connaissez des sites web de qualité traitant du thème abordé ici, merci de compléter l'article en donnant les références utiles à sa vérifiabilité et en les liant à la section « Notes et références ».
Pour les articles homonymes, voir Monson.
Jeff Monson (1,75 m, 110 kg) né le 18 janvier 1971 à Olympia, État de Washington, est un pratiquant américano-russe d'arts martiaux mixtes (MMA). Il est affilié avec l'American Top Team, en Floride, qui réunit différents combattants de la MMA maitrisant le jiu-jitsu brésilien.

## Biographie

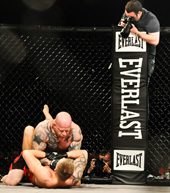
Jeff Monson au-dessus de Sergej Maslobojev

Lutteur reconnu aux États-Unis, ainsi que ceinture noire de jiu-jitsu brésilien, il est aussi boxeur professionnel. Monson est considéré comme l'un de ceux qui maitrise le mieux les prises de soumissions.
Son surnom « The Snowman » (« Le bonhomme de neige ») lui vient de l'époque où il combattait pour le Abu Dhabi Combat Club Submission Wrestling World Championship. Un combattant brésilien lui donna ce nom après que Monson battit quatre brésiliens de suite. Il fut alors comparé à une boule de neige, blanche, compacte, roulant et devenant de plus en plus grosse et puissante à mesure que le tournoi avançait.

## Engagement politique
Monson est connu pour ses idées et son affiliation avec le mouvement anarchiste. Il déclara dans une interview : « I am an anarchist, someone who would like to do away with all class hierarchy in society and the institutions that promote this inequality. » (« Je suis anarchiste, quelqu'un qui voudrait se débarrasser de toute hiérarchie de classe dans la société et des institutions qui engendrent ces inégalités. »). Monson fut de temps à autre sponsorisé par AK Press, éditeur de livres anarchistes. Il a également plusieurs tatouages reprenant divers symboles de l'anarchisme (étoile noire, chat de l'IWW, etc.). Enfin, il se lie à IWW (Industrial Workers of the World), un syndicat internationaliste aux pratiques autogestionnaires et d'actions directes.
En 2016, il déclare souhaiter rejoindre le Parti communiste russe.

## Mixed Martial Arts
| Date               | Résultat | Record  | Opposant               | Méthode                                  | Événement                                             | Round, temps   | Lieux                                     | Notes                                                              |
| ------------------ | -------- | ------- | ---------------------- | ---------------------------------------- | ----------------------------------------------------- | -------------- | ----------------------------------------- | ------------------------------------------------------------------ |
| 9 mars 2013        | Victoire | 49-13-1 | Drazen Forgac          | TKO (Blessure)                           | Strength & Honor Championship 7                       | Round 2, 0:58  | Genève, Suisse                            | Défend le SHC Heavyweight Championship.                            |
| 24 novembre 2012   | Victoire | 48-13-1 | Dong Gook Kang         | Décision (Unanime)                       | Road FC 10: Monson vs. Kang                           | Round 3, 5:00  | Busan, Corée du Sud                       |                                                                    |
| 15 novembre 2012   | Victoire | 47-13-1 | Aleksander Emelianenko | Soumission (North/South Choke)           | M-1 Challenge 35                                      | Round 2, 3:17  | Saint-Pétersbourg, Russie                 |                                                                    |
| 21 juin 2012       | Victoire | 46-13-1 | Denis Komkin           | Soumission (North/South Choke)           | M-1 Global : Fedor vs. Rizzo                          | Round 1, 1:58  | Saint-Pétersbourg, Russie                 |                                                                    |
| 18 mai 2012        | Victoire | 45-13-1 | Jim York               | Décision (Unanime)                       | Cage Fighting Championships 21                        | Round 3, 5:00  | Sydney, Nouvelle-Galles du Sud, Australie |                                                                    |
| 11 mai 2012        | Égalité  | 44-13-1 | Chaban Ka              | Égalité                                  | 100 % Fight 11 : Explosion                            | Round 3, 5:00  | Paris, France                             |                                                                    |
| 16 mars 2012       | Victoire | 44-13   | Alexey Oleinik         | Décision (Partagée)                      | M-1 Challenge 31                                      | Round 3, 5:00  | Saint-Pétersbourg, Russie                 |                                                                    |
| 20 novembre 2011   | Défaite  | 43-13   | Fedor Emelianenko      | Décision (Unanime)                       | M-1 Global : Fedor vs. Monson                         | Round 3, 5:00  | Moscou, Russie                            |                                                                    |
| 9 octobre 2011     | Victoire | 43-12   | Paul Taylor            | Soumission (Rear Naked Choke)            | Sprawl n Brawl 8 : Return of the Cyborg               | Round 1, 4:20  | Edgbaston, Angleterre, Royaume-Uni        | Gagne le SNB Intercontinental Heavyweight Championship.            |
| 18 juin 2011       | Défaite  | 42-12   | Daniel Cormier         | Décision (Unanime)                       | Strikeforce : Overeem vs. Werdum                      | Round 3, 5:00  | Dallas, Texas, États-Unis                 | Combat de réserve pour le Strikeforce 2011 Heavyweight Grand Prix. |
| 30 avril 2011      | Victoire | 42-11   | Maro Perak             | Décision (Unanime)                       | SHC 4 : Monson vs. Perak                              | Round 3, 5:00  | Genève, Suisse                            | Gagne le SHC Heavyweight Championship.                             |
| 1er avril 2011     | Victoire | 41-11   | Tony Lopez             | Décision (Unanime)                       | Fight Time 4 : MMA Heavyweight Explosion              | Round 5, 5:00  | Fort Lauderdale, Floride, États-Unis      | Gagne le ISKA World Heavyweight Championship.                      |
| 7 janvier 2011     | Victoire | 40-11   | Lee Mein               | Soumission (Guillotine Choke)            | CFM 1 : Monson vs. Mein                               | Round 1, 3:31  | Winnipeg, Manitoba, Canada                |                                                                    |
| 9 novembre 2010    | Victoire | 39-11   | Sergey Shemetov        | Soumission (Keylock)                     | Israel FC : Genesis                                   | Round 1, 4:09  | Tel Aviv, Israël                          |                                                                    |
| 23 octobre 2010    | Victoire | 38-11   | Travis Fulton          | Soumission (Kimura)                      | FTP : Fight Time 2                                    | Round 1, 4:40  | Pompano Beach, Floride, États-Unis        |                                                                    |
| 4 septembre 2010   | Victoire | 37-11   | Dave Keeley            | Soumission (North/South Choke)           | KUMMA : Kings of the North                            | Round 1, 1:41  | Lancashire, Angleterre, Royaume-Uni       |                                                                    |
| 21 août 2010       | Victoire | 36-11   | Jason Guida            | Soumission (Rear Naked Choke)            | FTP : Fight Time 1                                    | Round 2, 3:04  | Pompano Beach, Floride, États-Unis        |                                                                    |
| 10 juillet 2010    | Victoire | 35-11   | Ubiratan Marinho Lima  | Décision (Unanime)                       | Impact FC 1                                           | Round 3, 5:00  | Brisbane, Australie                       |                                                                    |
| 14 mai 2010        | Défaite  | 34-11   | Shamil Abdurahimov     | Décision (Majorité)                      | ADFC: Battle of the Champions                         | Round 3, 5:00  | Abou Dabi, Émirats arabes unis            |                                                                    |
| 24 avril 2010      | Défaite  | 34-10   | Travis Wiuff           | Décision (Partagée)                      | CFX / XKL: Mayhem in Minneapolis                      | Round 3, 5:00  | Minneapolis, Minnesota, États-Unis        |                                                                    |
| 13 mars 2010       | Victoire | 34-9    | Francisco Nonato       | Soumission (Guillotine Choke)            | 100 % Fight : 100 Percent Fight 2                     | Round 1, 2:27  | Paris, France                             |                                                                    |
| 16 janvier 2010    | Victoire | 33-9    | John Brown             | Décision (Partagée)                      | 5150 Combat League / XFL: New Year's Revolution       | Round 3, 5:00  | Tulsa, Oklahoma, États-Unis               |                                                                    |
| 12 septembre 2009  | Défaite  | 32-9    | Pedro Rizzo            | Décision (Unanime)                       | Bitetti Combat MMA 4                                  | Round 3, 5:00  | Rio de Janeiro, Brésil                    |                                                                    |
| 11 juillet 2009    | Victoire | 32-8    | Jimmy Ambriz           | Soumission (Rear Naked Choke)            | TC 33 : Bad Intentions                                | Round 1, 1:09  | Mexico, Mexique                           |                                                                    |
| 5 avril 2009       | Victoire | 31-8    | Sergei Kharitonov      | Soumission (North/South Choke)           | Dream 8                                               | Round 1, 1:42  | Nagoya, Japon                             |                                                                    |
| 29 mars 2009       | Victoire | 30-8    | Sergej Maslobojev      | Soumission (Anaconda Choke)              | Cage Wars Championship: Decade                        | Round 2, 2:30  | Belfast, Northern Ireland                 |                                                                    |
| 21 mars 2009       | Victoire | 29-8    | Roy Nelson             | Décision (Unanime)                       | March Badness                                         | Round 3, 5:00  | Pensacola Floride, États-Unis             |                                                                    |
| 13 décembre 2008   | Victoire | 28-8    | Ricco Rodriguez        | Décision (Unanime)                       | MFA : There Will Be Blood                             | Round 3, 5:00  | Miami, Floride, États-Unis                |                                                                    |
| 11 octobre 2008    | Victoire | 27-8    | Jimmy Ambriz           | Soumission (North/South Choke)           | Beatdown - 4 Bears Casino                             | Round 1, 1:50  | New Town, Dakota du Nord, États-Unis      |                                                                    |
| 27 septembre 2008  | Victoire | 26-8    | Mark Kerr              | Soumission (Rear Naked Choke)            | Vengeance FC                                          | Round 1, 03:15 | Concord, Caroline du Nord, États-Unis     |                                                                    |
| 18 mai 2008        | Défaite  | 25-8    | Josh Barnett           | Décision (Unanime)                       | Sengoku 2                                             | Round 3, 05:00 | Tokyo, Japon                              |                                                                    |
| 9 décembre 2007    | Victoire | 25-7    | Hakim Gouram           | Décision (Unanime)                       | Platinum Fighting Productions: Ring of Fire           | Round 3, 05:00 | Quezon City, Metro Manila, Philippines    |                                                                    |
| 1er septembre 2007 | Défaite  | 24-7    | Pedro Rizzo            | TKO (Poings)                             | Art of War 3                                          | Round 3, 02:40 | Dallas, Texas, États-Unis                 | Pour le UAFC Heavyweight Championship.                             |
| 8 avril 2007       | Victoire | 24-6    | Kazuyuki Fujita        | Soumission (Rear Naked Choke)            | PRIDE 34: Kamikaze                                    | Round 1, 06:37 | Saitama, Japon                            |                                                                    |
| 18 novembre 2006   | Défaite  | 23-6    | Tim Sylvia             | Décision (Unanime)                       | UFC 65: Bad Intentions                                | Round 5, 05:00 | Sacramento, Californie, États-Unis        | Pour le UFC Heavyweight Championship.                              |
| 8 juillet 2006     | Victoire | 23-5    | Anthony Perosh         | TKO (Frappes)                            | UFC 61: Bitter Rivals                                 | Round 1, 02:22 | Las Vegas, Nevada, États-Unis             | Knockout of the Night.                                             |
| 15 avril 2006      | Victoire | 22-5    | Marcio Cruz            | Décision (Partagée)                      | UFC 59: Reality Check                                 | Round 3, 05:00 | Anaheim, Californie, États-Unis           |                                                                    |
| 4 février 2006     | Victoire | 21-5    | Branden Lee Hinkle     | Soumission technique (North/South Choke) | UFC 57: Liddell vs. Couture 3                         | Round 1, 04:35 | Las Vegas, Nevada, États-Unis             | Submission of the Night.                                           |
| 26 novembre 2005   | Victoire | 20-5    | Marc Emmanuel          | Soumission (Rear Naked Choke)            | Cage Warriors Strike Force 4: Night of Champions 2005 | Round 1, 00:58 | Coventry, Angleterre, Royaume-Uni         |                                                                    |
| 15 octobre 2005    | Victoire | 19-5    | Devin Cole             | Décision                                 | X Fighting Championships: Dome of Destruction 3       | Round 3, 05:00 | Tacoma, Washington, États-Unis            |                                                                    |
| 16 septembre 2005  | Victoire | 18-5    | Jay White              | Soumission (Choke)                       | SportFight 12: Breakout                               | Round 1, 01:30 | Portland, Oregon, États-Unis              |                                                                    |
| 2 juillet 2005     | Victoire | 17-5    | Rich Wilson            | Soumission (Armbar)                      | Extreme Wars                                          | Round 1, 01:56 | Honolulu, Hawaii, États-Unis              |                                                                    |
| 30 avril 2005      | Victoire | 16-5    | Tengiz Tedoradze       | Soumission (Rear Naked Choke)            | Cage Warriors Fighting Championships: Ultimate Force  | Round 1, 01:59 | Sheffield, Angleterre, Royaume-Uni        |                                                                    |
| 26 février 2005    | Victoire | 15-5    | Jay White              | Soumission (Blessure)                    | Euphoria MFC: USA vs the World                        | Round 1, 04:07 | Atlantic City, New Jersey, États-Unis     |                                                                    |
| 7 janvier 2005     | Victoire | 14-5    | Brian Stromberg        | Soumission (Rear Naked Choke)            | SportFight 8: Justice                                 | Round 1, TBC   | Gresham, Oregon, États-Unis               |                                                                    |
| 18 décembre 2004   | Victoire | 13-5    | Tengiz Tedoradze       | Soumission (Rear Naked Choke)            | Cage Warriors Fighting Championships 9: Xtreme Xmas   | Round 1, 03:51 | Sheffield, Angleterre, Royaume-Uni        |                                                                    |
| 15 octobre 2004    | Victoire | 12-5    | Pat Stano              | TKO                                      | Euphoria MFC: Road to the Titles                      | Round 2, 03:11 | Atlantic City, New Jersey, États-Unis     |                                                                    |
| 28 août 2004       | Victoire | 11-5    | Carlos Clayton         | Décision                                 | Absolute Fighting Championships: Brazil 1             | Round 3, 05:00 | Rio de Janeiro, Brésil                    |                                                                    |
| 5 juin 2004        | Victoire | 10-5    | Don Richard            | Soumissionn (Choke)                      | Iron Heart Crown 7: The Crucible                      | Round 2, 02:25 | Hammond, Indiana, États-Unis              |                                                                    |
| 16 août 2003       | Victoire | 9-5     | Joe Nye                | Soumission (Rear Naked Choke)            | Mass Destruction 12                                   | Round 1, TBC   | Massachusetts, États-Unis                 |                                                                    |
| 19 juillet 2003    | Victoire | 8-5     | Mike Delaney           | Soumission (Choke)                       | AFC 4 - Absolute Fighting Championships 4             | Round 1, 4:27  | Fort Lauderdale, Floride, États-Unis      |                                                                    |
| 29 juin 2002       | Défaite  | 7-5     | Forrest Griffin        | Décision                                 | WEFC 1: Bring it On                                   | Round 4 04:20  |                                           |                                                                    |
| 11 janvier 2002    | Défaite  | 7-4     | Ricco Rodriguez        | TKO (Poings)                             | UFC 35: Throwdown                                     | Round 3, 03:00 | Uncasville, Connecticut, États-Unis       |                                                                    |
| 21 juillet 2001    | Victoire | 7-3     | Roman Roytberg         | Soumission (Choke)                       | AMC Pankration: Revenge of the Warriors               | TBC, TBC       | Rochester, Washington, États-Unis         |                                                                    |
| 16 décembre 2000   | Défaite  | 6-3     | Chuck Liddell          | Décision (Unanime)                       | UFC 29: Defense of the Belts                          | Round 3, TBC   | Tokyo, Japon                              |                                                                    |
| 22 septembre 2000  | Victoire | 6-2     | Tim Lajcik             | Décision (Unanime)                       | UFC 27: Ultimate Bad Boyz                             | Round 2, TBC   | Nouvelle-Orléans, Louisiane, États-Unis   |                                                                    |
| 29 juillet 2000    | Victoire | 5-2     | Bob Gilstrap           | Décision (Unanime)                       | AMC Pankration: Return of the Gladiators 1            | Round 3, 5:00  | Rochester, Washington, États-Unis         |                                                                    |
| 2 avril 1999       | Défaite  | 4-2     | David Dodd             | Soumission (Armbar)                      | Extreme Challenge 23                                  | Round 1, 0:46  | Indianapolis, Indiana, États-Unis         |                                                                    |
| 1er mars 1999      | Victoire | 4-1     | Roger Neff             | Décision                                 | Ultimate Ring Challenge                               | Round 3, 5:00  | Wenatchee, Washington, États-Unis         |                                                                    |
| 22 août 1998       | Défaite  | 3-1     | Tom Sauer              | Soumission (Rear Naked Choke)            | Extreme Challenge 20                                  | Round 1, 03:47 | Davenport, Iowa, États-Unis               |                                                                    |
| 2 août 1998        | Victoire | 3-0     | John Renfroe           | Soumission (Frappes)                     | Ultimate Warrior Challenge                            | Round 1, 02:45 | Vancouver, Colombie-Britannique, Canada   |                                                                    |
| 14 mars 1998       | Victoire | 2-0     | Cy Cross               | Soumission (Choke)                       | United Full Contact Federation: Night of Champions    | Round 1, 03:47 | États-Unis                                |                                                                    |
| 21 novembre 1997   | Victoire | 1-0     | Luther Norberg         | Décision (Unanime)                       | United Full Contact Federation: Gladiators            | Round 1, TBC   | États-Unis                                |                                                                    |

## Vie personnelle
Monson a une licence et une maitrise en psychologie. Il a travaillé pendant quelque temps comme professionnel de la santé mentale ainsi que conseiller familial. Il est marié et a deux enfants.